# Geordie (sang)
 For alternative betydninger, se Geordie (flertydig). (Se også artikler, som begynder med Geordie)
Geordie er en gammel britisk ballade formentlig skrevet i det 16. århundrede, der indgår som sang nummer 209 i det litterære sangværk Child Ballads og findes i mange forskellige variationer.
Balladen indgår ofte som en del af det traditionelle repertoire hos folkesangere i Skotland, England, Irland, Canada og USA og synges stadig af flere solister og bands. Balladen handler om retssagen mod helten Geordie (navnet staves indimellem "George" eller "Georgy"), i hvilken hans kone beder for hans liv.

## Plottet
Geordie er en ung mand, der har været skyldig i en forbrydelse og derfor står til en hængningsdom. Lovovertrædelseshandlingen kan være oprør, mord eller tyveri af dyr som heste eller hjorte, afhængigt af versionen. Konen (eller kæresten) tigger om at redde Geordies liv, og oftest har hans kvinde allerede børn, hvoraf det ene stadig er i hendes livmoder.
I mange versioner, især de skotske, er der en lykkelig slutning, da en løsesum bliver fremlagt for at redde Geordie, og kvinden formår at betale den takket være hjælp fra mindrebemidlede borgere, mens Geordie i de engelske versioner fra det 18. århundrede og fremefter (også i de mere moderne versioner) er en krybskytte, og den lykkelige slutning udebliver efterfølgende. Krybskytteri i England blev på det tidspunkt straffet ekstremt hårdt, især når det foregik på de kongelige godser og jorde, og den unge Geordie får åbenbart på grund af sin aristokratiske oprindelse det sjældne "privilegium" at blive hængt med et silkereb (eller guldkæde), mens den unge kvindelige forlovede rider til London for forgæves at bede om at skåne sin elskedes liv.

## Historisk baggrund
Sangen om Geordie baserer sig sandsynligvis på virkelige historiske begivenheder: den skotske variant fortæller historien om George Gordon, 4. jarl af Huntly, der dømtes til døden som forræder i 1589 for at gøre oprør mod Jakob 6. af Skotland, men som gennem sin families forbøn blev frigivet ved betaling af en løsesum; det er sandsynligt, at kongen ønskede at undgå et sammenstød med Georges familie, som altid havde været en stærk allieret af kronen.

## Senere indspilninger af balladen
- Den mest kendte version af balladen er sandsynligvis liveversionen fra 1962 af Joan Baez, som krediteres dens internationale popularitet og for at inspirere andre sangere til at fremføre deres egne versioner af nummeret.[8]
- Balladen blev meget populær i Italien takket være Fabrizio de Andrés version fra 1966, der oversatte Joan Baez-udgaven til italiensk[9], og denne version blev senere genfortolket af bandene Mercanti di Liquore, Angelo Branduardi og DJ'en Gabry Ponte.[10]
- Det britiske folkrockband Trees inkluderede "Geordie" på deres album On the Shore fra 1970.[11][12]
- I 1971 indspillede Gasolin' deres dansksprogede udgave "Langebro", der blev åbningsnummeret på debutalbummet Gasolin'. Dén version er senere blevet genfortolket af flere musikere i Danmark.[13]

## Sangteksten
Nedenstående tekst er én version blandt flere:
As I walked out over London bridge
one misty morning early
I overheard a fair pretty maid
was lamenting for her Geordie.

Oh, my Geordie will be hanged in a golden chain,
tis' not the chain of many.
He was born of king’s royal breed
and lost to a virtuous lady.

Go bridle me my milk white steed,
go bridle me my pony,
I will ride to London’s court
to plead for the life of Geordie.

My Geordie never stole nor cow nor calf,
he never hurted any.
Stole sixteen of the king’s royal deer
and he sold them in Bohenny.

Two pretty babies have I born
the third lies in my body.
I’d freely part with them every one
if you’d spare the life of Geordie.

The judge looked over his left shoulder,
and said fair maid: “I’m sorry for thee,
my pretty fair maid, you have come too late,
for he’s condemned already”.

Oh, my Geordie will be hanged in a golden chain,
tis' not the chain of many.
Stole sixteen of the king’s royal deer,
and he sold them in Bohenny.